# Alexei Walentinowitsch Kudrjawzew
Alexei Walentinowitsch Kudrjawzew (russisch Алексей Валентинович Кудрявцев; * 28. Oktober 1972 in Moskau, Sowjetunion) ist ein ehemaliger russischer Schwimmer.

## Karriere
Kudrjawzew gewann bei den Olympischen Spielen 1992 in Barcelona mit dem Vereinten Team die Goldmedaille über 4 × 200 m Freistil. Über 400 m Freistil belegte er in der Einzelwertung Rang 22. Bei den sowjetischen Meisterschaften 1991 hatte er zuvor Bronze über 400 m Freistil gewonnen.
Seine Tochter Jana Alexejewna Kudrjawzewa nahm 2016 an den Olympischen Spielen in Rio de Janeiro teil und gewann Silber in der Rhythmischen Sportgymnastik.